# 建华南街道
建华南街道，是中华人民共和国河北省石家庄市裕华区下辖的一个街道办事处。
2013年，河北省民政厅批复同意将裕兴街道办事处所辖的南焦、赵卜口、凤凰城、海天阳光园、润园5个居民委员会划出，设立建华南街道办事处。街道办事处驻建华南大街216号。

## 行政区划
建华南街道下辖以下地区：
南焦社区、赵卜口社区、海天阳光园社区、凤凰社区、润园社区和美苑社区。